# Francis Cutting
Francis Cutting (1550 circa – 1595  o 1596) è stato un liutista e compositore inglese del Rinascimento.

## Biografia
Di lui non si hanno notizie se non per due suoi pezzi che sono divenuti notissimi. Il più famoso è Greensleeves ballata tradizionale e Packington's Pound entrambi composti per essere eseguiti con il liuto.